# Liseron des bois
Calystegia silvatica
Espèce
Classification phylogénétique
Le liseron des bois, Calystegia silvatica, est une espèce de plantes à fleurs de la famille des Convolvulacées.
Synonyme :
- Convolvulus silvaticus Kit. (basionyme)

## Description
Le liseron des bois est une plante herbacée. Il ressemble assez au liseron des haies, mais les fleurs sont plus grandes et les feuilles présentent un aspect gaufré.

## Répartition
C'est une plante introduite en Europe, notamment en France, en Grande-Bretagne à titre ornemental.

## Caractéristiques
Organes reproducteurs
- Couleur dominante des fleurs : blanc
- Période de floraison : estivale
- Inflorescence : racème simple
- Sexualité : hermaphrodite

Graine
- Fruit : capsule
- Dissémination : barochore

Habitat et répartition
- Habitat type : mégaphorbiaies planitiaires-collinéennes, eutrophiles, méditerranéennes
- Aire de répartition : euroméditerranéenne

Données d'après: Julve, Ph., 1998 ff. - Baseflor. Index botanique, écologique et chorologique de la flore de France. Version : 23 avril 2004.